# Николас Нормандский
Николас Нормандский (фр. Nicolas de Normandie; ок. 1028 — 27 февраля 1092) — нормандский священнослужитель, двоюродный брат Вильгельма I Завоевателя.

## Биография
Николас был внебрачным сыном герцога Нормандии Ричарда III. В раннем возрасте в качестве облата был отправлен в Фекан. В 1042 году двоюродный брат Николаса герцог Нормандии Вильгельм Бастард назначил его настоятелем аббатства Сент-Уэн. Вероятно, что Вильгельм решил укрепить своё положение, чтобы избавить враждебные фракции на претензии на герцогство от имени Николаса.
В 1066 году для участия Вильгельма в завоевании Англии снарядил 15 кораблей и предоставил 100 солдат.
В 1090 году приобрел для своего аббатства голову святого Романа, руку святого Годара, мощи святого Реми, святого Медара, святых Иннокентия и святого Серена.
В конце 1091 года отправился в паломничество в Иерусалим. Скончался 27 февраля 1092 года в Никее на обратном пути в Нормандию. Сначала он был похоронен в Никее, но затем он был привезен обратно и похоронен перед алтарем церкви Богоматери аббатства, в середине хора.